# Sauteurs
Sauteurs – miasto w Grenadzie, w północnej części wyspy Grenada; 1294 mieszkańców (2013). Miasto jest stolicą parafii Saint Patrick.